# Tsondab

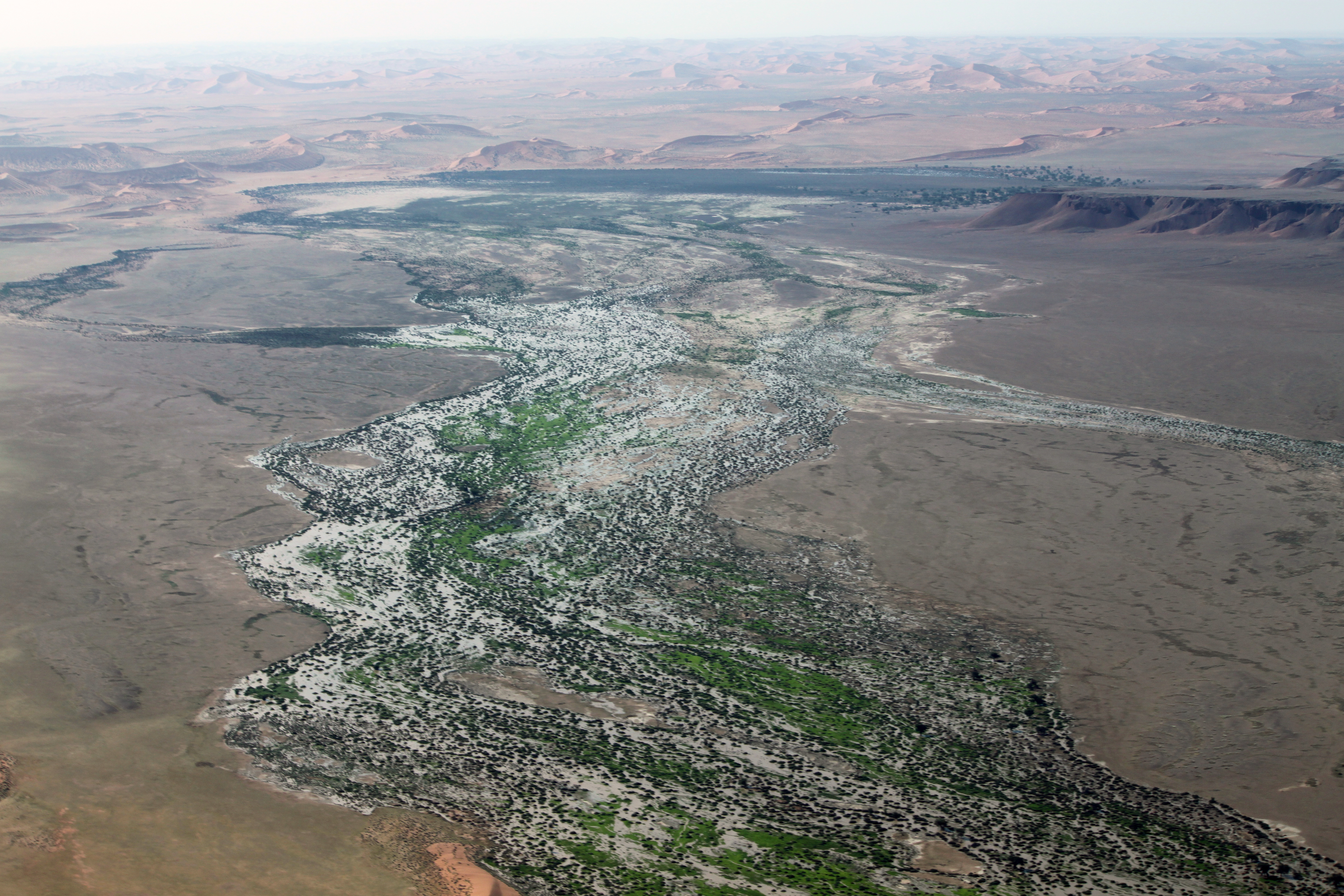
Tsondabvlei

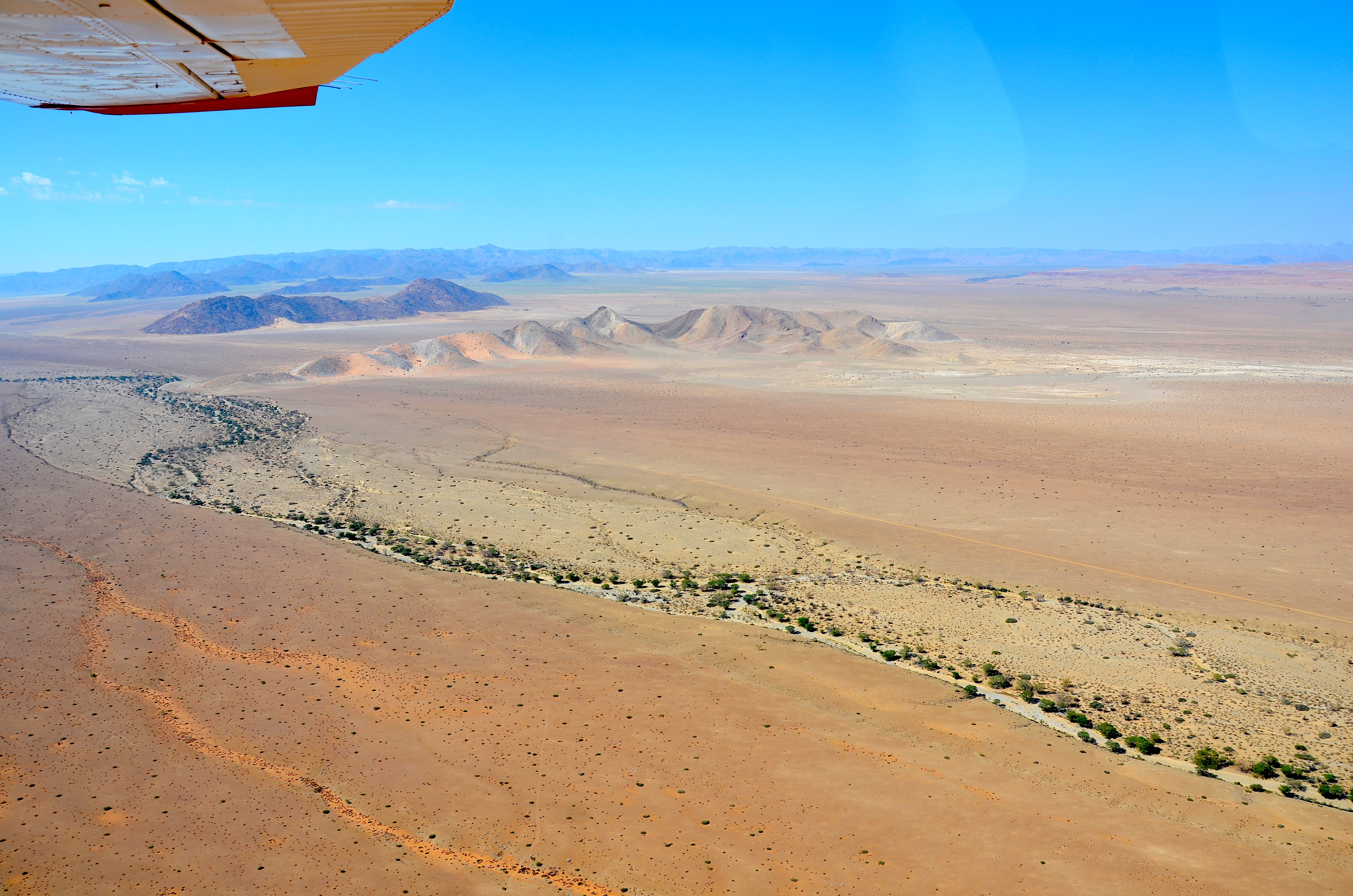
Tsondab Rivier ungefähr auf halbem Weg zwischen Tsondabvlei und dem Westrand der Remhoogteberge

Der Tsondab ist ein ephemerer Trockenfluss im Westen Namibias, der in den Remhoogtebergen seinen Ursprung hat und nach 150 Kilometern in der Namib in einem Vlei (Senke), dem Tsondabvlei (auch Tsondab Vlei) endet.

## Hydrologie
Das Einzugsgebiet des Tsondab umfasst 3844 Quadratkilometer und reicht vom Fuß der Remhoogteberge im Osten über die Naukluftberge nach Westen bis etwa 50 Kilometer in das Sandmeer der Zentralnamib im Namib-Naukluft-Park, wo er, ähnlich wie der Tsauchab im Sossusvlei, in einem Endvlei versickert. Der höchste Punkt des Einzugsgebiets liegt auf 1927 m, das Tsondabvlei auf 640 Meter. Die Niederschläge im Einzugsgebiet variieren von null Millimeter pro Jahr im Bereich der Namib bis zu 200 Millimeter in den Naukluftbergen. In 30 Prozent des Einzugsgebiets liegt der Jahresniederschlag unter 100 mm. Im Oberlauf und in den Naukluftbergen finden sich einzigartige geologische Formationen und mehrere Quellen mit kurzen, ganzjährig wasserführenden Bächen. Das Tsondabvlei füllt sich zwar nur sehr selten mit Wasser, erlaubt jedoch einen dichten Baumbestand.

## Vegetation und Fauna
Das Einzugsgebiet des Tsondab liegt zu 55 Prozent im Bereich der Halbwüste und Savannenübergangszone, 32 Prozent liegen in der Zwergstrauchsavanne und die übrigen 12 % entfallen auf die zentrale Namib. Im oberen Einzugsbereich in den Naukluftbergen bilden die ganzjährigen Quellen und Bäche die Grundlage für teilweise üppige Vegetationsbereiche in der sonsten ariden Region. Im Unterlauf finden sich lichte Galeriewälder mit Kameldorn (Acacia erioloba) und Schirmakazie (Acacia tortilis) und verschiedenen Feigenarten (Ficus spec.). Im Tsoondabvlei selbst finden sich dichte Bestände von A. erioloba und A. tortilis, daneben auch ǃNara. Das Tsondabvlei mit seinem Akazienwald ist Brutgebiet der größten Kolonie von Ohrengeiern (Torgos tracheliotos) in Namibia.

## Nutzung und Besiedlung
Das Land im oberen Einzugsgebiet ist mit Ausnahme der Naukluft im Besitz von 26 kommerziellen Farmen, die etwa 74 % der Gesamtfläche in Anspruch nehmen. Die übrigen 26 Prozent liegen im Namib-Naukluft-Park.